# Gracias a Ellos
«Gracias a Ellos» (título original: Thanks to Them) es el primer episodio de la tercera temporada de la serie de televisión animada estadounidense The Owl House y el episodio 41 en general de la serie. El episodio fue escrito por la creadora del programa Dana Terrace, Luz Batista y Emmy Cicierega, y dirigido por Bosook Coburn y Amelia Lorenz. Se emitió originalmente el 15 de octubre de 2022 tanto en Disney Channel como en Disney XD, y luego se lanzó en el canal oficial de YouTube del canal anterior y en Disney+.
El episodio obtuvo una audiencia de visualización combinada de 349.000 espectadores y recibió una calificación de 0,06 entre adultos de entre 18 y 49 años. Recibió elogios relativos de los críticos, con elogios por su animación, escritura, representación, uso del tiempo y temas emocionales.

## Trama
Tras los acontecimientos de «King's Tide», Luz Noceda y su madre se reencuentran. Después de enterarse de su situación, Camila acoge a los amigos de Luz y los alberga. Pasan los siguientes dos meses tratando de encontrar un camino de regreso al Reino de los Demonios, durante los cuales Amity, Willow, Hunter y Gus se adaptan al mundo humano, Luz le revela a su madre que es bisexual, presenta a Amity como su novia y Vee se crea a sí misma una nueva identidad humana. Cerca de finales de octubre, mientras Luz está en la escuela, sus amigos encuentran una pequeña caja en el piso de la casa abandonada al lado de la residencia Noceda. Descubren un mapa en el interior, creyendo que podría conducir a algo relacionado con el portal. Al día siguiente, salen a explorar la ciudad y aprenden sobre el mapa, mientras Hunter se queda atrás porque siente que el Emperador Belos podría haberlos seguido desde el Reino de los Demonios. Al llegar a la Sociedad Histórica de Gravesfield, Masha, la curadora y amiga de Vee desde el momento en que se hizo pasar por Luz, les informa que el mapa contiene un acertijo. Después de decodificarlo, se dan cuenta de que el mapa muestra dónde se guarda la Sangre del Titán. Amity decide sorprender a Luz con el descubrimiento en el Festival anual de Halloween de Gravesfield, como una forma de celebrar sus últimos días en el Reino Humano.
Mientras tanto, Hunter le cuenta a Luz sus preocupaciones sobre Belos, por lo que van a la casa abandonada a investigar. Después de encontrar solo una zarigüeya allí, creen que están a salvo, pero Hunter, sin saberlo, está poseído por Belos. Cuando regresan a casa, todos están trabajando en sus disfraces de Halloween. Gus sugiere que él y Hunter deberían vestirse como los personajes de su novela favorita, Cosmic Frontier, mientras que Amity sugiere que ella y Luz deberían ser Hécate y Azura, respectivamente, de los libros de La Bruja Buena Azura. Mientras van al Festival de Halloween, Camila y Vee se quedan en casa para encargarse del Dulce o truco, durante el cual Camila descubre el diario en video de Luz, donde decide quedarse en el Reino Humano de forma permanente, pensando que sería lo mejor para todos.
En el Festival, el grupo asiste al Haunted Hayride, dirigido por Masha, donde aprenden la historia de los hermanos Wittebane: dos niños huérfanos, Philip y Caleb, llegaron a Gravesfield y se convirtieron en cazadores de brujas, hasta que Caleb conoció y se enamoró de una bruja llamada Evelyn, y la siguió hasta el Reino de los Demonios, con Philip siguiéndola. Hunter tiene otra visión de Belos y le cuenta a Luz sobre la sorpresa que Amity había planeado para ella, sugiriendo que primero deberían encontrar la Sangre del Titán para asegurarse de que los demás no se metan en problemas. El mapa los lleva a un pantano en el cementerio de la ciudad, donde Luz descubre que su magia de glifos está funcionando nuevamente a medida que se acercan a la Sangre del Titán. Con ese descubrimiento, Belos toma el control total del cuerpo de Hunter e intenta matar a Luz. Después de que Camila y Vee se encuentran con los demás, todos llegan para ayudar a Luz y luchar contra Belos. Cuando Belos intenta destruir al palisman de Hunter, Flapjack, Hunter recupera el control de su cuerpo y arroja el vial con la Sangre del Titán al agua. Belos salta tras él, causando que Hunter casi se ahogue, pero Camila lo rescata. Belos deja el cuerpo de Hunter, usa la Sangre para abrir un portal al Reino de los Demonios y escapa a través de él. Hunter casi muere, por lo que Flapjack se sacrifica para revivirlo.
Mientras todos lloran a Flapjack, Luz finalmente les confiesa a sus amigos que conoció a Philip en el pasado y, sin saberlo, lo ayudó en sus planes para destruir las Islas Hirvientes. Antes de que pueda revelar su decisión de quedarse en el Reino Humano, Camila anuncia rápidamente que se unirá a ellos en el Reino de los Demonios para detener a Belos y salvar las Islas. Los amigos de Luz la consuelan antes de que todos entren al portal, mientras que Vee decide quedarse atrás para mantener las apariencias. Asegurándole a Luz que está lista para lo que viene a continuación, Camila toma la mano de su hija y atraviesan juntas el portal antes de que se cierre.

## Producción
Según la creadora del programa, Dana Terrace, la producción de la temporada final se anticipó para una temporada completa de 20 episodios. Sin embargo, a pesar de la popularidad de la serie, The Walt Disney Company acortaría la tercera temporada en tres episodios de 44 minutos. Terrace no dijo que Disney había cancelado el programa debido a su contenido LGBT, a pesar de que el programa estaba prohibido en varios países por ese motivo, y dijo en un Reddit AMA que «Si bien hemos tenido problemas para transmitir en algunos países (y están directamente prohibidos en algunos más), no voy a asumir mala fe contra las personas con las que trabajo en Los Ángeles».  En su lugar, diría que «Al final del día, hay algunas personas de negocios que supervisan lo que encaja en la marca Disney y un día uno de esos muchachos decidió que [The Owl House] no encajaba con esa 'marca'... La historia está serializada. (APENAS en comparación con cualquier lmao de anime promedio), nuestra audiencia es mayor, y eso simplemente no se ajustaba a los gustos de este tipo. ¡Eso es todo! ¿No es salvaje?». Terrace también diría que no tendría nada que decir sobre el recorte de producción del programa.
La respuesta de los fanáticos al corte de los episodios fue extremadamente negativa, con muchas campañas iniciales y peticiones para intentar que Disney revierta la decisión y transmita una temporada completa. Sin embargo, Terrace expresó que la decisión «fue grabada en piedra» y que no podía hacer nada al respecto. En un panel en la New York Comic Con de 2022, Terrace expresó su decepción por el corte del programa, pero elogió al equipo de producción por intentarlo a pesar del corte y dijo: «¿Qué puedes hacer en este momento? Hicimos nuestro mejor esfuerzo».

### Música
A partir de este episodio, el compositor de la temporada 2, Brad Breeck, trabajó junto a Andrew Smith en la partitura del programa. Breeck publicó la partitura de «Gracias a Ellos» en su cuenta de YouTube como un video de una hora, con «capítulos» que dividen cada pista individual.

## Calificaciones
Este episodio fue visto por 260.000 espectadores en Disney Channel y una audiencia combinada de 349.000 espectadores, incluida la transmisión simultánea en Disney XD.

### Lanzamiento
Después de que el episodio se transmitiera en Disney Channel, se publicó en el canal de YouTube de Disney y acumuló más de un millón de visitas en 24 horas.

## Promoción
El 16 de septiembre de 2022, se lanzó un póster promocional en las plataformas de redes sociales de la creadora del programa Dana Terrace, que revela la fecha de lanzamiento del episodio. Según la escritora Jade King, el cartel había insinuado un salto de tiempo significativo, posiblemente meses después del último episodio, «King's Tide», debido al cambio en la apariencia de varios personajes, incluida la madre de Luz, Camila, que tiene mechones de cabello gris, y Hunter con un nuevo corte de pelo. Esto fue confirmado más tarde por King, quien había investigado los listados de cable para el episodio.
El 6 de octubre de 2022, se preestrenaron los primeros seis minutos del episodio en el panel de la New York Comic Con. Más tarde, se lanzaron al público en general dos clips del segmento de seis minutos, con el primer clip que muestra a la madre de Luz Noceda, Camila, cuidando a Hunter, Gus, Amity, Willow y Vee mientras los primeros cuatro antes mencionados intentan adaptarse a un mundo humano desconocido. En el segundo clip, Luz se lamenta por los eventos anteriores en el Reino de los Demonios, creyendo que los eventos fueron su culpa, mientras Hunter intenta consolarla. Silencia con cautela a Luz cuando ella menciona que él es un Grimwalker, ya que la perspectiva de que los demás descubran esto lo pone ansioso. Los dos hacen un pacto para mantener estas revelaciones en secreto hasta que se sientan listos para aclararse.

## Recepción crítica
Lee Arvoy, escritor de la revista TV Source, calificó el episodio como «una excelente manera de iniciar el primero de los tres especiales de la tercera temporada. Se sintió completamente enfocado, pero lleno de muchos grandes momentos». Patrick Gunn, escritor de Collider, elogió el episodio por su descripción del dolor. Heather Hogan, escritora de Autostraddle, elogió la representación LGBTQ+ del episodio, diciendo que era «más gay que cualquier otra cosa gay de Disney y Marvel combinadas, y eso fue claramente a propósito». Petrana Radulovic, escritora de Polygon, elogió la representación de Camila Noceda. Jade King, escritora de TheGamer, elogió la escritura del episodio, el uso de su tiempo, la animación, la representación LGBTQ+ y la dinámica de los personajes.